# 마테오 살비니
마테오 살비니(이탈리아어: Matteo Salvini, 1973년 3월 9일 밀라노 ~ )는 이탈리아의 정치인으로 지역주의, 유럽회의주의 정당인 살비니 총리 동맹의 당원이다.
2004년 7월 20일부터 현재까지 유럽 의회 이탈리아 북서부 대표 의원을 역임하고 있으며 2013년 12월 15일부터 현재까지 북부동맹 대표를 역임하고 있다.
2018년 6월 1일 주세페 콘테 내각의 부총리 겸 내무부 장관으로 임명되었다.
2019년 결국 연정을 파기하고 재선거를 통해 자신이 집권하려고 했으나, 콘테 총리와 오성운동은 이탈리아 민주당과의 연정을 통해 동맹의 재선거를 막아냈다.

## 참고 자료
- 위키미디어 공용에 마테오 살비니 관련 미디어 분류가 있습니다.
- 공식 홈페이지